# Sancheville
Sancheville ist eine französische Gemeinde mit 748 Einwohnern (Stand: 1. Januar 2022) im Département Eure-et-Loir in der Region Centre-Val de Loire. Sie gehört zum Arrondissement Châteaudun und ist Mitglied im Gemeindeverband Communauté de communes du Bonnevalais. Die Einwohner werden Sanchevillois und Sanchevilloises genannt.
Die Gemeinde erhielt 2024 die Auszeichnung „Eine Blume“, die vom Conseil national des villes et villages fleuris (CNVVF) im Rahmen des jährlichen Wettbewerbs der blumengeschmückten Städte und Dörfer verliehen wird.
Nachbargemeinden sind: 
- Neuvy-en-Dunois im Nordwesten,
- Éole-en-Beauce mit Fains-la-Folie im Nordosten und Baignolet im Osten,
- Courbehaye im Süden,
- Villiers-Saint-Orien im Südwesten,
- Bullainville im Westen.

## Bevölkerungsentwicklung
| Jahr      | 1962 | 1968 | 1975 | 1982 | 1990 | 1999 | 2008 | 2015 |
| --------- | ---- | ---- | ---- | ---- | ---- | ---- | ---- | ---- |
| Einwohner | 764  | 845  | 835  | 877  | 755  | 704  | 778  | 859  |

## Sehenswürdigkeiten
- Windmühle, genannt Moulin à vent du Paradis, seit dem 4. Juli 1988 ein Monument historique

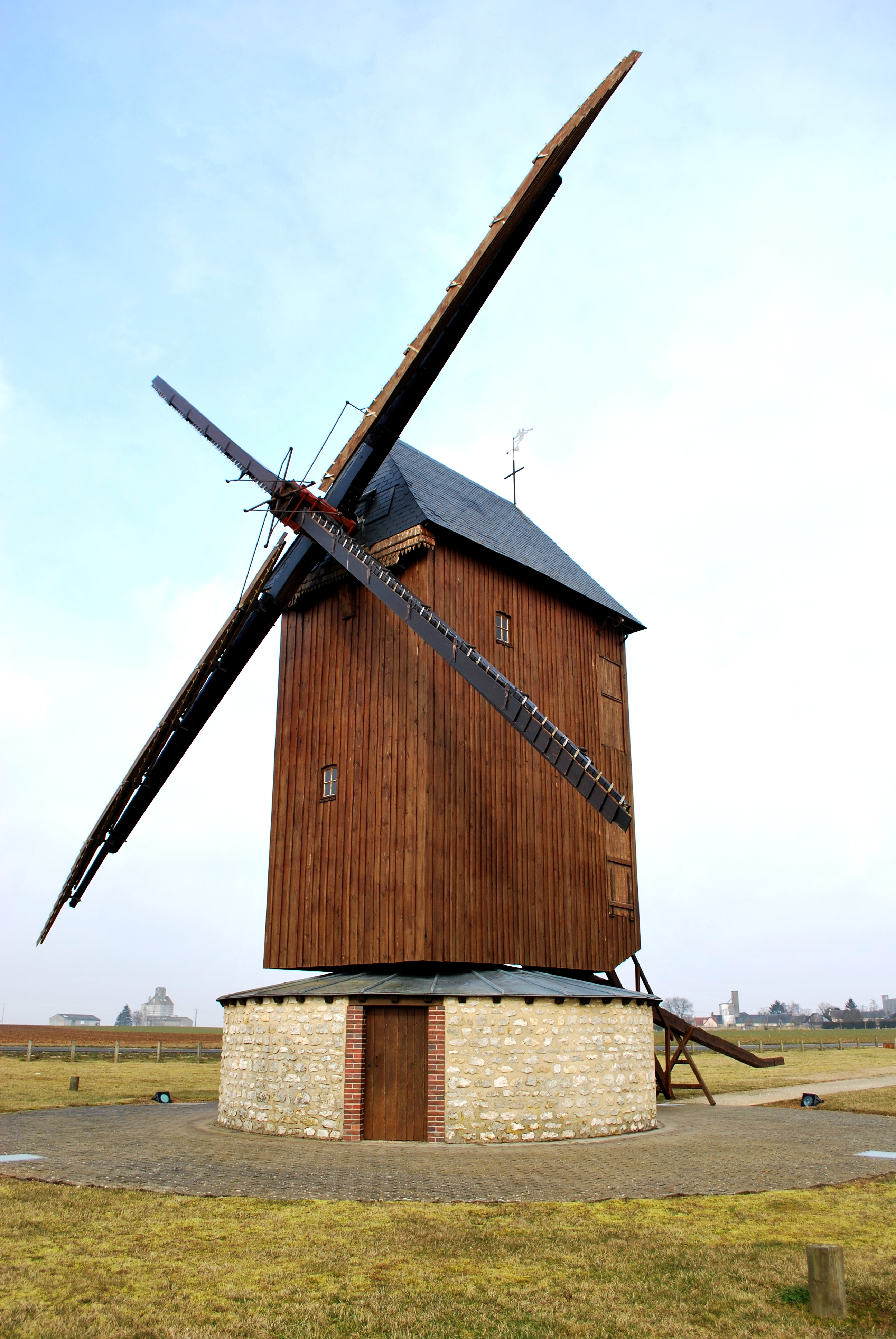
Moulin à vent du Paradis